# Isaac Hecker
Pour les articles homonymes, voir Hecker.
Isaac Hecker, né le 18 décembre 1819 et décédé le 22 décembre 1888, est un prêtre catholique américain qui fonde la congrégation religieuse des Paulistes. 

## Biographie
Originaire de New York, il fut élevé dans la tradition méthodiste et se convertit à la foi catholique sous l'influence du philosophe Orestes Brownson. Il avait aussi été influencé par la philosophie transcendantale de Kant. Il fut ordonné prêtre dans la congrégation des rédemptoristes en 1849 par le cardinal Nicholas Wiseman avec la bénédiction du pape Pie IX.
Il fut d'une grande activité missionnaire, en particulier comme écrivain dans la revue The Catholic World, qu'il avait fondée, et comme prêtre de la paroisse Saint-Paul-Apôtre de Manhattan. Il entretint des relations avec les prélats de la curie et voulut pratiquer une inculturation de la religion catholique au sein de la société américaine. Il participa au premier concile du Vatican, en 1870, comme théologien du cardinal James Gibbons.
Hecker meurt le 22 décembre 1888. Ses idées ont été en partie reprises par le père John Courtney Murray, théologien jésuite américain qui eut une influence majeure durant le concile Vatican II.
Sa cause en béatification a été ouverte en 2008[réf. nécessaire].

## Controverse américaniste
Cependant, Hecker est surtout connu pour l'affaire de l'américanisme, une polémique politico-religieuse qui se développa en Europe une dizaine d'années après sa mort. Une biographie de Hecker qui reprenait ses idées provoqua une grande controverse, qui se termina par une lettre apostolique (Testem benevolentiae nostrae) du pape Léon XIII. Les adversaires de Hecker lui reprochaient d'accorder trop d'importance au droit civil américain au détriment de la « primauté du spirituel » enseignée par le pape Pie IX.